# 리치먼드 아켓
리치몬드 아퀘트(Richmond Arquette, 1963년 8월 21일 ~ )은 미국의 배우이다.